# Noa Lang
Noa Lang (Capelle aan den IJssel, 17 de juny de 1999) és un futbolista professional neerlandès que juga com a centrecampista per la SSC Napoli. És internacional amb la selecció neerlandesa.

## Carrera de club

### Ajax
L'1 de desembre de 2019, Lang va esdevenir el primer jugador de l'AFC Ajax a marcar un hat-trick en el seu primer partit de lliga en 60 anys; l'Ajax va guanyar l'FC Twente per 5–2 després de remuntar un 0-2. Més tard aquell mes, Lang va marcar el seu primer gol a la Copa KNVB per a l'Ajax, va fer el primer gol en una victòria a domicili per 4–3 sobre l'SC Telstar en partit de segona ronda de la Copa.
El gener de 2020, després del fitxatge per l'Ajax de Ryan Babel en la seva posició, va ser cedit al Twente de l'Eredivisie per a la resta de la temporada 2019-2020.

### Club Brugge

#### Temporada 2020–21: Cessió i títol de lliga
El 5 d'octubre de 2020, l'Ajax i el Club Brugge van arribar a un acord perquè Lang es traslladés a Brugge amb una cessió inicial amb l'obligació de signar contracte permanent abans de l'1 de juliol de 2021. Tres setmanes més tard, va marcar el seu primer gol amb el club des del punt de penal en un partit perdut contra l'OH Leuven. Lang va marcar en una victòria per 3-0 del Club Brugge sobre l'FC Zenit Saint Petersburg en el seu penúltim partit de la fase de grups de la UEFA Champions League el 2 de desembre per mantenir viu el Club Brugge i amb esperances de classificar-se per a la fase eliminatòria. No obstant això, el Club Brugge només va poder aconseguir un empat 2–2 en el partit final contra la SS Lazio i van caure a la Europa League per als vuitens de final.
El 28 de gener de 2021, en la seva primera aparició en un derbi de Bruges contra el Cercle Brugge K.S.V., Lang va marcar el gol de la victòria en un partit que el Club Brugge perdia per 1–0 i va acabar guanyant 1–2.
El 20 de maig, Lang va marcar en un empat 3–3 amb el club rival RSC Anderlecht per guanyar el títol de la Primera divisió belga per quarta vegada en sis anys i la 17a vegada en la història. Lang va participar en 28 gols durant la seva primera campanya amb el Club Brugge, marcant 17 gols i sumant 11 assistències més.

#### Temporada 2021–22
El 17 de juliol de 2021, Lang va marcar en una victòria per 3-2 del Club Brugge sobre el KRC Genk a la Supercopa de Bèlgica. El 15 de setembre, va guanyar el premi al jugador del partit en un empat 1-1 contra el Paris Saint-Germain FC (PSG) a la UEFA Champions League.

### PSV
El 8 de juliol de 2023, el conjunt neerlandès PSV va anunciar el fitxatge de Lang amb un contracte de cinc anys, amb un traspàs rècord del club de 15 milions d'euros. En el seu primer entrenament, va patir una lesió. Al principi, la lesió semblava greu, però poc després, Noa Lang es va veure entrenant sol. El seu primer partit amb el conjunt neerlandès va ser en la Johan Cruyff Shield 2023, que va decidir marcant l'únic gol.